# Trop de maris
Pour plus de détails, voir Fiche technique et Distribution.
Trop de maris (Too Many Husbands) est un film américain en noir et blanc réalisé par Wesley Ruggles, sorti en 1940.

## Synopsis
Vicky Lowndes perd son mari Bill Cardew dans un accident de bateau. Porté disparu, on le croit noyé. Le meilleur ami de Bill, Henry Lowndes, son éditeur associé, réconforte la veuve qui se sent bien seule. Elle l'épouse six mois plus tard. Six mois se passent lorsque Bill réapparaît : il s'est échoué sur une île et a été secouru. Vicky est à présent face à un dilemme...

## Fiche technique
- Titre français : Trop de maris
- Titre original : Too Many Husbands
- Réalisation : Wesley Ruggles
- Producteur : Wesley Ruggles
- Production : Columbia Pictures
- Scénario : Claude Binyon d'après une pièce de W. Somerset Maugham
- Musique : Friedrich Hollaender
- Photo : Joseph Walker
- Montage : William A. Lyon et Otto Meyer (en)
- Direction artistique : Lionel Banks
- Costumes : Irene
- Pays d'origine : États-Unis
- Format : noir et blanc - Son : Mono (Western Electric Mirrophonic Recording)
- Genre : Comédie romantique
- Durée : 81 min
- Dates de sortie : 
  - États-Unis : 7 mars 1940 (New York)
  - États-Unis : 21 mars 1940 (sortie nationale)
  - France : 3 juillet 1946

## Distribution
- Melvyn Douglas
- Jean Arthur : Vicky Lowndes
- Fred MacMurray : Bill Cardew
- Melvyn Douglas : Henry Lowndes
- Harry Davenport : George

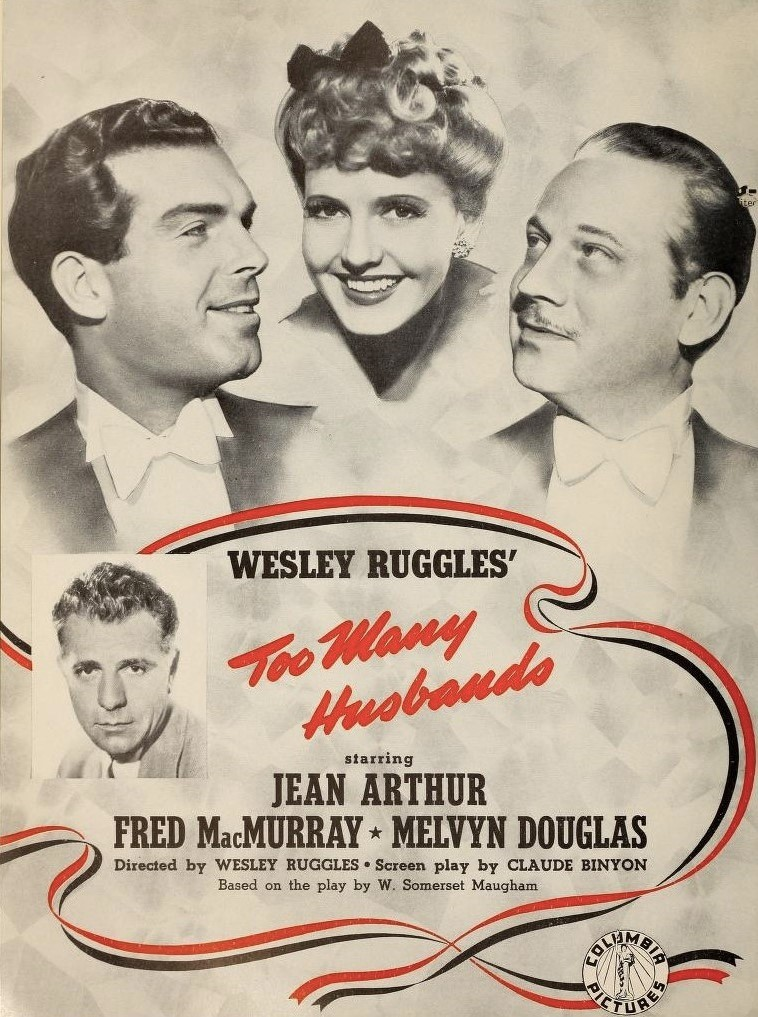
Jean Arthur, Fred MacMurray et Fred MacMurray sur l'affiche du film.

- Dorothy Peterson : Gertrude Houlihan
- Melville Cooper : Peter
- Edgar Buchanan : détective Adolph McDermott
- Tom Dugan : Lieutenant Sullivan